# Гарсиа-и-Тессара, Габриэль
Габриэль Гарсиа-и-Тессара (исп. Gabriel García Tassara; 19 декабря 1817, Севилья — 14 февраля 1875, Мадрид, Испания) — испанский прозаик, поэт, публицист, журналист, переводчик, политик, дипломат.

## Биография
Изучал философию и гуманитарные науки в Colegio de Santo Tomás в СевильеВ 1839 году поселился в Мадриде, где изучал право. Работал журналистом, был сотрудником El Heraldo, El Conservador и Semanario Pintoresco, сотрудничал в El Piloto, позже стал соучредителем и писал для El Sol. Дружил с Хуаном Доносо Кортесом.
С 1846 года был избран в Конгресс депутатов Испании. Как политик был консерватором.
С 1856 года в течение десяти лет, служил послом в Вашингтоне, США, затем посвятил себя литературному творчеству. Однако в 1869 году несколько месяцев – снова на дипломатической работе – был послом в Лондоне. 
Поэт эпохи романтизма. Три важных исторических события, Революция 1848 года во Франции, Испанская революция 1868 года и Франко-прусская война 1870 года, оказали влияние на многие его стихи, среди которых Dios, Al firmamento, La fragata, A un amigo en la muerte de su esposa, Himno al Mesias, El nuevo Atila, A Dante, Recuerdos и известная философская поэма Un diabio más. Много писал на политические и религиозные темы.
В сборнике Poesías (1872) Тассара интерпретировал идеи своего друга Доносо Кортеса. 
Занимался переводами Горация, Вергилия, Шекспира и других. 
Женат не был, но имел внебрачную дочь от связи с писательницей Хертрудис Гомес де Авельянеда.